# Henry Hathaway
Henry Hathaway (n. 13 martie 1898, Sacramento, California – d. 11 februarie 1985, Hollywood) a fost un regizor american.

## Date biografice
Hathaway a început cariera ca ajutor de regizor (asistent) la regizori ca: Josef von Sternberg și Victor Fleming. În anii 1920 ca regizor-asistent contribuie la realizarea filmului monumental Ben Hur, de asemenea a contribuit la realizarea a nenumărate filme western.

## Filmografie (selectată)
- 1932: Heritage of the Desert
- 1932: Wild Horse Mesa
- 1933: The Thundering Herd
- 1933: Man of the Forest
- 1933: To the Last Man
- 1934: Now and Forever
- 1935: The Lives of a Bengal Lancer
- 1935: Peter Ibbetson
- 1936: The Trail of the Lonesome Pine
- 1936: Go West Young Man
- 1936: I Loved a Soldier
- 1937: Souls at Sea
- 1938: Spawn of the North
- 1939: The Real Glory
- 1940: Johnny Apollo
- 1940: Brigham Young: Frontiersman
- 1941: The Shepherd of the Hills
- 1941: Sundown
- 1942: Ten Gentlemen from West Point
- 1942: China Girl
- 1944: Home in Indiana
- 1944: Wing and a Prayer
- 1945: The House on 92nd Street
- 1946: The Dark Corner
- 1947: 13 Rue Madeleine
- 1947: Kiss of Death
- 1948: Call Northside 777
- 1949: Down to the Sea in Ships
- 1950: Rawhide
- 1950: The Black Rose
- 1951:  You’re in the Navy Now
- 1951: Fourteen Hours
- 1951: Desert Fox. The Story of Rommel
- 1952:  Diplomatic Courier
- 1952:  Casă plină (O’Henry’s Full House)
- 1953: Niagara
- 1953: White Witch Doctor
- 1954: Prince Valiant
- 1954: Garden of Evil
- 1954: The Racers
- 1955:  The Bottom of the Bottle
- 1956: 23 Paces to Baker Street
- 1957: Legend of the Lost
- 1958: From Hell to Texas
- 1959: Woman Obsessed
- 1960: Seven Thieves
- 1960: În nord, spre Alaska (North to Alaska)
- 1961: How the West Was Won
- 1964: Robii (Of Human Bondage)
- 1964: Lumea circului  (Circus World)
- 1965: Răfuiala  (The Sons of Katie Elder)
- 1966: Nevada Smith
- 1967: The Last Safari
- 1968: 5 Card Stud
- 1969: 100 de dolari pentru șerif (True Grit)
- 1970: Aeroportul
- 1971: Atac împotriva lui Rommel (Raid on Rommel)
- 1971: Shoot Out
- 1974: Hangup